# Кьонигсзондергау
Кьонигсзондергау (на немски: Königssondergau, Königssundragau) е през Средновековието франкско гауграфство в Хесен. Намира се на северния бряг на Рейн около Висбаден.
През 8 век алеманският Рейнгау е разделен на три части: Унтеррейнгау (който запазва името Рейнгау), Оберрейнгау и Кьонигсзондергау. Кьонигсзондергау граничи на изток с Оберрейнгау.
Доходите от Кьонигсзондергау принадлежат на франкския крал.